# Country Music Association
Country Music Association (CMA) – organizacja utworzona w 1958 r. w Nashville, w Stanach Zjednoczonych, w celu promocji muzyki country.
Organizacja przyznaje nagrody branżowe (CMA Awards).

CMA angażuje się również w międzynarodowa promocję muzyki country. Począwszy od 2013 roku jest współorganizatorem dorocznego festiwalu Country 2 Country, odbywającego się w Londynie oraz, równolegle, w wybranych miastach europejskich.
Do tej pory festiwal gościł największe gwiazdy gatunku jak Dixie Chicks czy Lady Antebellum.